# Baranki (Wzgórza Trzebnickie)
Baranki – pasmo wzniesień należących do Wzgórz Trzebnickich. Położone jest w Gminie Oborniki Śląskie, w rejonie miejscowości Morzęcin Wielki i Siemianice, po wschodniej stronie potoku Strużnia. Najwyższym wzniesieniem pasma jest wzgórze Widok z wierzchołkiem położonym na wysokości 227 m n.p.m. Innym nazwanym wierzchołkiem tej grupy wzniesień, położonym na południowym krańcu, jest wzniesienie Strzeżna.

## Położenie i otoczenie
Pasmo jest częścią Wzgórz Trzebnickich, będących mezoregionem o identyfikatorze 318.44 (według regionalizacji fizycznogeograficznej opracowanej przez Jerzego Kondrackiego), należących do Wału Trzebnickiego (makroregion o indeksie 318.4). W ramach tych Wzgórz Trzebnickich wyróżnia się także mikroregion, obejmujący pasmo Baranki – Grzbiet Trzebnicki (mikroregion o indeksie 318.444), a pasmo leży w jego północno-zachodniej części.
Na zachód od pasma w ramach Wzgórz Trzebnickich położona jest Morzęcińska Góra, po zachodniej stronie potoku Strużnia, w kierunku południowym znajduje się Siemianicki Grzbiet i Bekasie Wzgórze, po stronie wschodniej za doliną Strugi rozpościerają się Kozie Czuby, a w kierunku północno-wschodnim wznosi się Barani Masyw z Wilkowską Górą.
Pod względem podziału administracyjnego wzniesienie jest położone w Gminie Oborniki Śląskie, powiecie Trzebnickim, województwie Dolnośląskim, jednostka ewidencyjna Oborniki Śląskie – obszar wiejski, obręb Morzęcin Wielki. Miejscowość Morzęcin Wielki leży na zachód od pasma, a Siemianice na południu za wzniesieniem Strzeżna.

## Charakterystyka
Baranki są niewielkim pasmem przebiegającym w układzie zbliżonym do południkowego, w niektórych opracowaniach traktowanym jako wzgórze (masyw z wierzchołkami). Od północy zamyka je najwyższe wzniesienie pasma, wzgórze Widok, nazywane też Barankiem Wawrzyn lub Wawrzynową Górą. Wierzchołek tego wzniesienia położony jest na wysokości bezwzględnej wynoszącej 227 m n.p.m. (według innych źródeł 226,5 m n.p.m., 226,6 m n.p.m.). Na południu zaś pasmo zamyka wzniesienie Strzeżna, z wierzchołkiem położonym na wysokości 204,5 m n.p.m. Pomiędzy nimi znajdują się (2024) także inne nienazwane wierzchołki, np. kota o wysokości bezwzględnej 216,4 m n.p.m.
Północny kraniec pasma (rejon wierzchołka Widok) i południowy kraniec pasma (rejon wierzchołka Strzeżna) pokryte są lasem, pozostały zaś obszar wzniesień to użytki rolne. Grzbiet przecina przebiegający tędy szlak konny.
W czasie przynależności tego obszaru do Niemiec w paśmie nazwanych zostało kilka wierzchołków. Były to takie wzniesienia jak: Stadt Berg (Widok), Strietzel Berg (Strzeżna), Dachs Berg, Schinder Berg, Seeliger Berg i Lindner Berg.

## Nazwa
Nazwa własna – Baranki – jest nazwą niestandaryzowaną, gdyż została ustalona i ujęta w państwowym rejestrze nazw geograficznych na podstawie wywiadu terenowego. Odnosi się ona do ukształtowania terenu określonego w tym rejestrze jako wzniesienie, wzgórze. W rejestrze tym przypisano jej identyfikator: PRNG – 245081, identyfikator IIP – PL.PZGiK.320.NGRP.245081. Podaje on następujące współrzędne geograficzne punktu głównego pasma: szerokość geograficzna – 51°19'42" N, długość geograficzna – 16°54'10" E. W rejestrze tym jest ważna od 5.02.2015 r.